# Lassana Doucouré
Lassana Doucouré (* 24. Januar 1991 in Beaumont-sur-Oise) ist ein französischer Fußballspieler.

## Karriere
Doucouré unterschrieb zur Saison 2011/12 mit 22 Jahren beim Fünftligisten FC Chambly, mit dem er am Ende der Spielzeit den Aufstieg in die vierte Liga feiern konnte. Auch in der folgenden Saison konnte das Team den Erfolg fortsetzen und stand im Januar 2013 an der Tabellenspitze. Für den Leistungsträger Doucouré interessierten sich mehrere Profivereine, darunter der Erstligist OSC Lille. Letztlich entschied er sich aber für einen Wechsel zum Zweitligisten LB Châteauroux, wo er Ende Januar einen Profivertrag mit zweieinhalb Jahren Laufzeit unterschrieb. Von da an dauerte es etwas mehr als eine Woche, bis er am 8. Februar 2013 beim 3:1 gegen EA Guingamp in der 75. Minute eingewechselt wurde und damit 24-jährig sein Zweitligadebüt erreichte.
Nach weiteren sporadischen Berücksichtigungen wurde er im Sommer 2013 an den Drittligisten USJA Carquefou verliehen. Bei Carquefou spielte er jedoch kaum eine Rolle. 2014 kehrte er nach Châteauroux zurück, wo er fortan ausschließlich für das Reserveteam vorgesehen war. Im Januar 2015 kehrte er auf Leihbasis zu seinem inzwischen drittklassigen Ex-Klub aus Chambly zurück.